# 보그단치시

보그단치 시의 위치

보그단치시(마케도니아어: Општина Богданци)는 북마케도니아 남부에 위치한 지방 자치체로 행정 중심지는 보그단치이며 면적은 114.54km2, 인구는 8,707명(2002년 기준)이다. 동쪽으로는 도이란 시, 북쪽으로는 발란도보 시, 서쪽으로는 게브겔리야 시와 접하며 남쪽으로는 그리스와 국경을 접한다.